# Port lotniczy Nalczyk
Port lotniczy Nalczyk (IATA: NAL, ICAO: URMN) – port lotniczy położony 3 km na północny wschód od Nalczyka, w Kabardo-Bałkarii, w Rosji.

## Kierunki lotów i linie lotnicze
| Linia lotnicza | Kierunek                |
| -------------- | ----------------------- |
| Pobeda         | 1. Moskwa-Szeremietiewo |
| Red Wings      | 1. Stambuł              |